# Helia aezica
Helia aezica là một loài bướm đêm trong họ Erebidae.